# 이항발
이항발(李恒發, 1891년 11월 25일~1957년 3월 20일)은 일제강점기의 언론인이며 대한민국의 정치인이다. 이시우(李時雨)라 불리기도 한다.

## 생애
전라남도 나주에서 출생하였으며 지난날 한때 전라남도 완도에서 잠시 유아기를 보낸 적이 있고 그는 일제강점기 동안 사회주의 계열에서 활동하여 신생활 필화 사건으로 징역 2년 6개월형을 선고 받고 복역하는 등 수차례 투옥되었다. 그러나 일제 강점기 말기에는 전향하여 대동민우회 검사장을 지내고 녹기연맹에 참여한 친일 행적이 있다.
2008년 발표된 민족문제연구소의 친일인명사전 수록예정자 명단 중 친일단체 부문에 포함되었다. 1990년 건국훈장 독립장이 추서되었으나 2010년 취소되었다.

## 학력
- 경성 중동중학교 졸업
- 연희전문학교 중퇴

## 약력
- 조선독립운동으로 투옥
- 조선일보 사회부장
- 조선공산당사건으로 투옥
- 광주학생운동으로 투옥
- 나주에서 광산업 경영

## 역대 선거 결과
|  | 67.31% |

|  | 0% |

## 상훈
- 건국훈장 애국장 - 1990년 서훈, 2010년 취소

## 참고 자료
- 《대한민국 의정총람》, 국회의원총람발간위원회, 1994년
- 이항발 - 대한민국헌정회
- 이항발 : 독립유공자 공훈록 - 국가보훈처